# Hertigdömet Guastalla
Hertigdömet Guastalla var en stat på den italienska halvön som existerade mellan 1621 och 1748. Staten gränsade till Hertigdömet Modena och Reggio och Po i norr samt i söder mot Hertigdömet Mantua. 

## Historia
Den 2 juli 1621 upphöjde kejsar Ferdinand II, Grevskapet Guastalla till hertigdöme. Ferrante II Gonzaga blev den första hertigen i staden, i hopp om att till slut få styra Hertigdömet Mantua. Ferrante dog i pesten 1630 och efterträddes av sin son Cesare II. När han var regent utökade Guastalla sitt territorium genom annekteringen av städerna Dosolo, Luzzara och Reggiolo av Hertigdömet Mantua. År 1632 besteg Ferrante III tronen. Eftersom han inte hade någon manlig arvinge efterlämnade han hertigdömet till sin dotters make Ferdinand Karl Gonzaga son var hertig av Mantua. 
Samtidigt moderniserade Guastalla sitt försvar på grund av de många italienska krigen. Mellan 1689 och 1690 attackerades staden av spanjorerna, som lyckades riva försvarsmurarna, förstöra Viscontis slott och stadens torn.
År 1692 anklagades hertigen för brott och kejsare Leopold I gav Guastalla och dess territorier till Vincenzo Gonzaga. Under hans tid förekom det väldiga sammanstötningar vid Luzzara (Slaget vid Luzzara) mellan de franska trupperna under Ludvig XIV av Frankrike och kejserliga styrkor ledda av Eugen av Savojen. Strax därefter blev även Guastalla attackerat.
Antonio Ferrante Gonzaga ärvde hertigdömet vid faderns död 1714. Han var inte speciellt aktiv politiskt och dog i en olycka 1729. Hans bror Giuseppe Gonzaga blev den sista hertigen av Guastalla. Han tog makten 1734 och såg ockupationen av österrikarna i Slaget om Guastalla. Senare såldes hertigdömet till Karl Emanuel III av Sardinien fram till 1738. Den sista hertigen dog utan arvingar 1746 och Hertigdömet Guastalla införlivades i det österrikiska Lombardiet under regeringen av Maria Teresia av Österrike fram till år 1747. 
Vid Freden i Aachen 1748 förenades Guastalla med Hertigdömet Parma som styrdes av de spanska Bourbonerna. Det annekterades till den Cisalpinska republiken år 1802, men blev ett autonomt furstendöme 1806. Guastalla återvände till Hertigdömet Parma vid Wienkongressen 1815 och förblev under Parmas styre till 1847. Vid Marie Louises infogades hertigdömet i Modena för att senare bilda Kungariket Italien.